# Pháo (lễ hội)

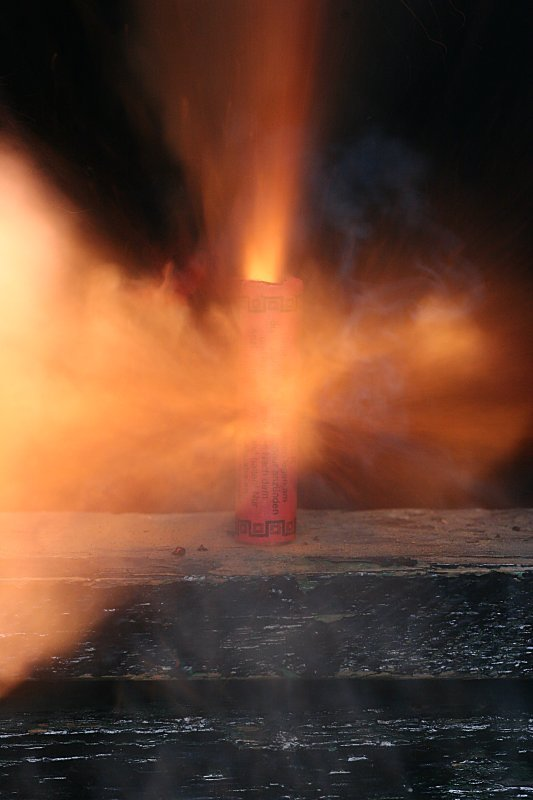
Một quả pháo đang nổ

Pháo được sử dụng trong các lễ hội (ngày lễ, ngày tết, sinh hoạt dân gian bản địa) tại các nước trên thế giới là các loại pháo dựa vào hiệu ứng âm thanh (tiếng nổ), ánh sáng (ánh lửa), màu sắc (các sắc độ màu của ánh sáng, màu của xác pháo), hình ảnh (được tạo thành khi pháo được kích hoạt) để xua đuổi ma quỷ, giải trí, quy tụ tâm thức cộng đồng, khai mạc hoặc bế mạc ngày lễ tết, tạo quang cảnh sôi động hình ảnh đẹp nhằm làm hưng phấn và cổ vũ người tham gia, từ biệt cái cũ và chào đón cái mới.
Bên cạnh một số biến thể đặc biệt của pháo có thể tạo tiếng nổ, hiệu ứng hình ảnh như pháo trúc dùng đốt trúc để đốt, pháo đất nặn bằng đất sét, những quả bóng bay được chọc thủng, đất đèn nhồi trong ống sắt châm lửa, cây pháo giấy phun các mảnh giấy màu v.v. phần lớn các loại pháo sử dụng thuốc nổ, thuốc cháy.  Tuy thuốc nổ đen được sử dụng làm pháo đầu tiên trên thế giới và vẫn chưa mất đi vai trò của nó trong việc sản xuất pháo thủ công, hiện nay các loại pháo sử dụng nhiều biến thể của thuốc nổ với các chất phụ gia khác nhau tùy theo mục đích và tùy loại pháo.
Tại Việt Nam, năm 1994, Thủ tướng Chính phủ ban hành Quyết định 406/CT-TTg về việc cấm sản xuất, vận chuyển và đốt pháo, theo đó kể từ ngày 1 tháng 1 năm 1995 nghiêm cấm sản xuất, vận chuyển và sử dụng trái phép các loại pháo trên phạm vi toàn quốc.
Ngày 27 tháng 11 năm 2020, Thủ tướng Chính phủ ban hành Nghị định 137/2020/NĐ-CP về quản lý, sử dụng pháo, theo đó người dân được phép sử dụng các loại pháo hoa không gây tiếng nổ kể từ ngày 11 tháng 1 năm 2021.

## Lịch sử
Khó có một nghiên cứu đầy đủ cho biết pháo đã được sử dụng chính xác từ thời điểm nào, nhưng, với sự truy nguyên nguồn gốc phát minh thuốc nổ đen từ Trung Hoa, cho thấy rất có thể pháo đã được sử dụng đầu tiên trên thế giới tại quốc gia này. Xa xưa hơn nữa, pháo trúc (âm Hán-Việt là "bộc trúc"), loại ống trúc kín hai đầu được cho vào lửa đốt nổ phá gây tiếng vang, và dị bản về sau của nó là ống trúc nhồi thuốc nổ đen, được sử dụng đầu tiên từ Trung Hoa cổ đại với ý nghĩa xua đuổi ma quỷ. Thành ngữ Trung Hoa trúc khua na chỉ hành động đốt pháo trúc đuổi quỷ, trong đó na là một loại quỷ dữ thường đến quấy nhiễu nơi người cư ngụ vào đầu năm mới.

## Đặc điểm
Trải theo thời gian từ cổ đại cho đến đương đại, pháo rất đa dạng về kiểu dáng, hình thức, nguyên lý, phần lớn được làm thủ công tuy hiện nay nhiều loại đã được thực hiện tại các nhà máy. Các loại pháo thủ công thường sử dụng thuốc nổ đen (một loại thuốc nổ được phát minh sớm nhất là hỗn hợp của than củi, lưu huỳnh và muối nitrat kali) theo một tỷ lệ nhất định, với sự thêm thắt một số phụ gia như bột nhôm, hóa chất tạo màu (như magnesi và nhôm đốt cháy tạo ra ánh sáng trắng, muối natri tạo ra màu vàng, stroni nitrat hoặc cacbonat tạo ra màu đỏ, bari nitơrat tạo ra màu xanh lá cây. Muối đồng tạo ra màu xanh nước biển). Các phụ gia thêm thắt vào thuốc nổ với dụng ý nhất định, hoặc tạo nên các bộ phận cấu thành của pháo (như thuốc phóng, ngòi nổ, chất cháy), hoặc tạo nên sắc màu của pháo khi đốt.
Các loại pháo, tùy theo loại, thường phần thân dùng để chứa đựng thuốc nổ, thuốc cháy, thuốc phóng, ngòi nổ. Vỏ pháo được trang trí cầu kỳ, sinh động với những sắc màu thiên về gam nóng (như màu vàng, màu đỏ).

## Một số loại pháo

### Pháo sử dụng thuốc nổ, thuốc cháy

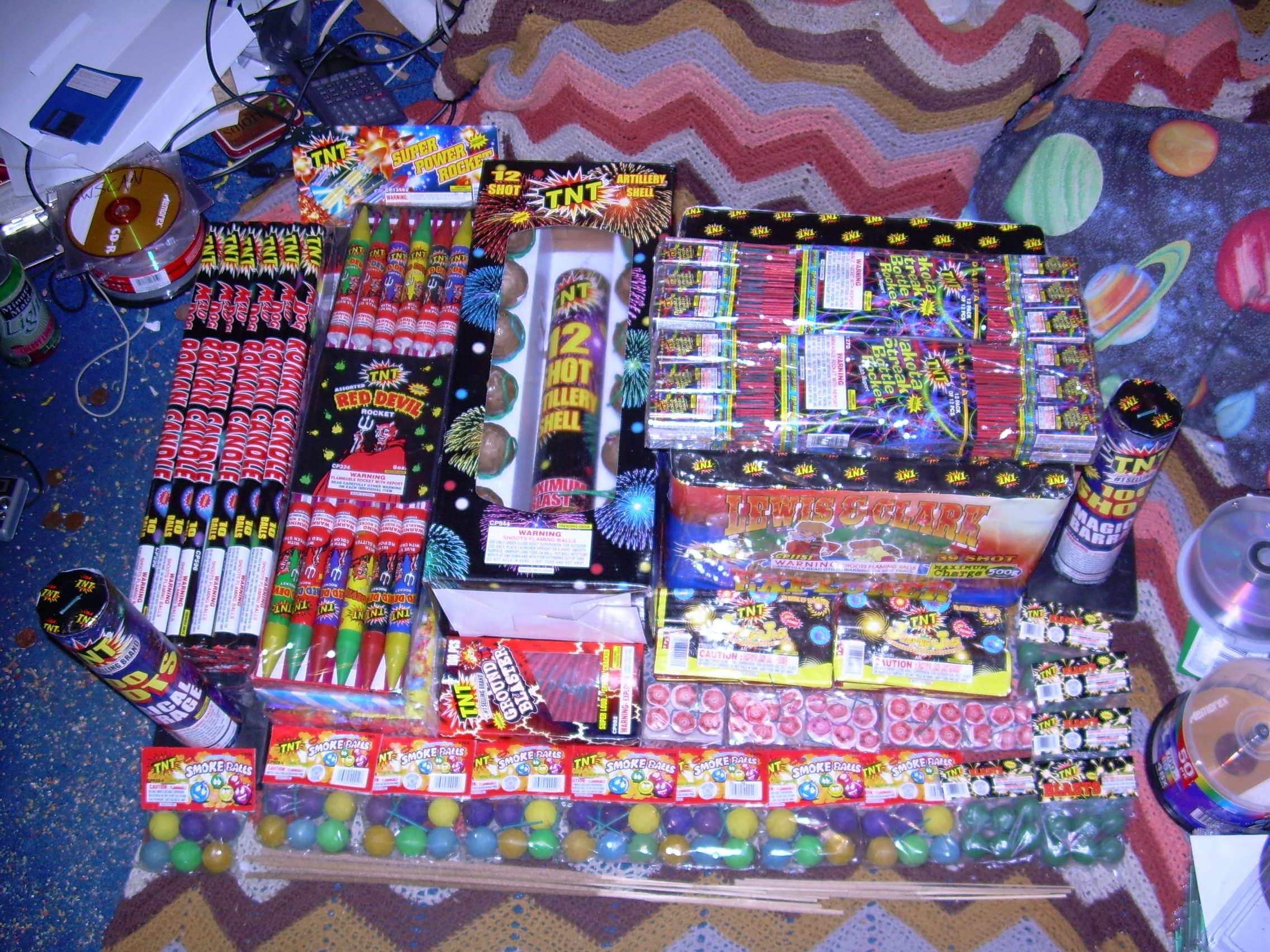
Một số loại pháo hoa

- Pháo hoa: Các loại pháo (thường được làm công nghiệp tại các nhà máy) được bắn lên trời tạo màu sắc của ánh sáng, tiếng nổ, hình khối màu trong một khoảng thời gian nhất định. Phổ biến toàn thế giới như một loại pháo dùng cho đại lễ, pháo hoa hiện cũng được Việt Nam sử dụng để bắn trong lễ đón giao thừa, hay trong các ngày lễ trang trọng tại các thành phố lớn.
- Pháo sáng (pháo hiệu hay hỏa châu): Thường sử dụng trong quân sự, cứu hộ, nhưng cũng được sử dụng để bắn trong lễ hội về đêm, trong các màn bắn pháo hoa ngày lễ...
- Pháo dù: Là loại pháo sau khi nổ bung ra một cái dù màu sắc đẹp mang theo cờ hoặc khẩu hiệu chào mừng. Pháo này phải đốt hoặc phóng cho nổ trên cao.
- Pháo tháp: Các tháp bố trí nhiều loại pháo theo tầng, trên cùng thường là pháo mặt trời xoay tít, dọc theo tháp pháo là các bánh pháo rất dài và các loại pháo khác đốt cháy, nổ, phun lửa, tạo nhiều hoạt cảnh theo điển tích dân gian. Thịnh hành tại các hội pháo như Hội pháo Bình Đà.
- Pháo phụt: Pháo làm dạng cây (Pháo cây), với một phần thuốc phóng nhồi xen lẫn với các viên thuốc nổ kết hợp với phụ gia tạo màu khi cháy, khi đốt thuốc phóng cháy lần lượt phóng các viên thuốc nổ lên trời và cháy sáng các màu khác nhau.

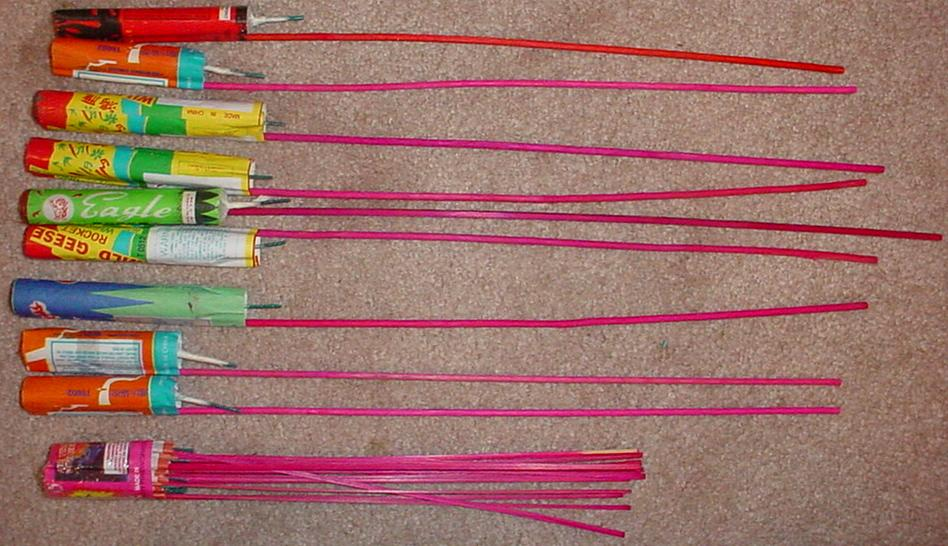
Pháo thăng thiên

- Pháo thăng thiên: Pháo làm dạng mũi tên, với một phần thân nhồi thuốc phóng, đầu phía gần ngòi được làm không quá chắc chắn để thuốc phóng dễ dàng phụt ra ngoài tạo phản lực đẩy quả pháo đi. Đầu quả pháo nhồi thuốc nổ với các quả pháo con hoặc các viên thuốc nổ kết hợp phụ gia tạo màu. Pháo thăng thiên được gắn vào một que tre nhỏ và dài như lõi que hương để có thể mắc quả pháo vào dây hay cắm xuống đất mịn để khi được kích hoạt quả pháo bay theo quỹ đạo thẳng. Bên cạnh loại gắn que, một số loại pháo thăng thiên tương đối lớn thường làm theo hình quả tên lửa, có cánh định hướng, được đặt trên mặt phẳng khi đốt. Nguyên lý tương tự các quả pháo hoa công nghiệp nhưng pháo thăng thiên thường được làm thủ công. Khi đốt thuốc phóng cháy đẩy phần đầu quả pháo bay lên cao và phần đầu của pháo phát nổ khi tới hạn.
- Pháo nhị thanh, pháo tam thanh: Là loại kết hợp giữa pháo thăng thiên và pháo nổ. Phần đầu quả pháo chia thành hai hoặc ba ngăn riêng biệt, nhồi thuốc nổ và có ngòi. Khi thuốc phóng cháy hết sẽ lần lượt kích nổ từng ngăn một tạo ra hai hoặc ba tiếng nổ.
- Pháo dây: Dây làm dạng ngòi pháo, cho thêm chất phụ gia (như bột nhôm) để khi đốt cháy sẽ phát sáng lấp lánh. Một biến thể về sau của loại pháo này là pháo que làm dạng giống que hương.
- Pháo giật: Còn gọi là pháo xiết, là loại pháo nổ nhưng trong thân pháo, ngoài thuốc nổ còn có hai mảnh nhỏ để tạo ma sát được gắn sát nhau vào cùng một sợi dây, đầu dây thò ra ngoài mỗi đầu quả pháo. Pháo được kích nổ bằng cách giật mạnh hai đầu dây. Loại pháo này thường có liều lượng thuốc nổ ít để tránh gây nguy hiểm cho người giật.
- Pháo nện: Là loại pháo sức nổ nhỏ được kẹp giữa hai lớp giấy mỏng, dùng búa hoặc hòn sỏi đập cho nổ. Người ta cũng chế ra súng đồ chơi bắn pháo nện. Loại pháo này chỉ dùng cho trẻ con chơi.

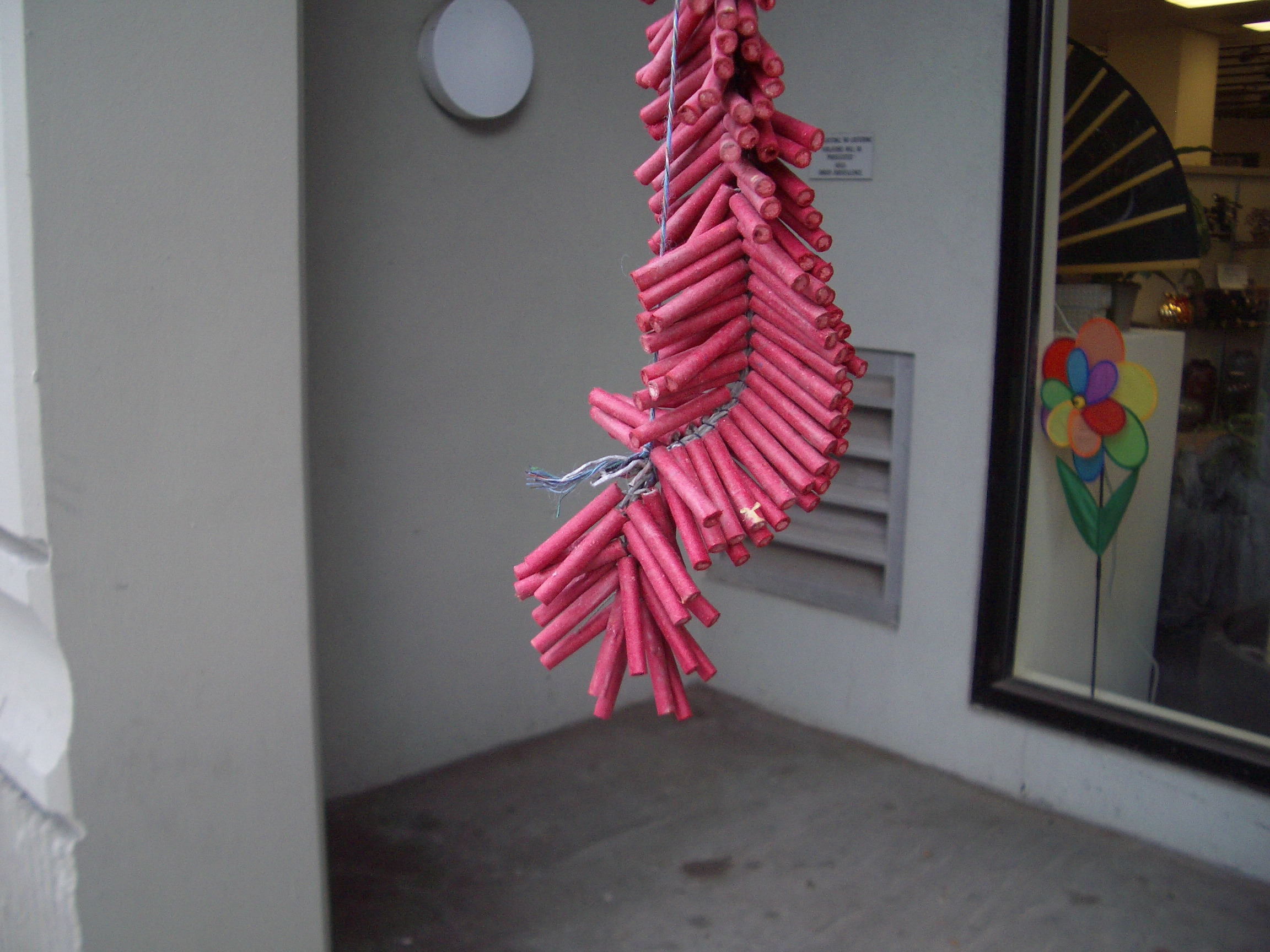
Bánh pháo

- Pháo bánh: Các quả pháo được tết thành băng pháo, xem thêm bánh pháo: được đốt tại các hội thi pháo, khai mạc lễ hội (làng, xã, quốc gia) hoặc sử dụng trong gia đình ngày lễ tết, lên lão, ma chay...
- Pháo ném: Còn gọi là pháo đập, là các loại pháo được nhồi thuốc nổ nhạy kết hợp với những vật nhỏ tạo ma sát (như mảnh đá, sứ...), cho phép pháo tự kích nổ khi bị ném vào vật cứng.
- Pháo diêm to bằng đầu đũa, dài cỡ que tăm đựng trong những hộp nhỏ bằng bao diêm. Chỉ cần đánh vào vỏ hộp như cách đánh diêm là pháo phát nổ.
- Pháo tép: Các loại pháo có kích thước nhỏ.
- Pháo cối hay Pháo đại: các loại pháo lớn từ ngón tay cái người lớn trở lên, tiếng nổ to, sức nổ mạnh.
- Pháo chuột, còn gọi là pháo xì: Là loại pháo có nguyên lý giống pháo thăng thiên nhưng thuốc phóng tạo phản lực không mạnh bằng, phần đầu quả pháo không nhồi thuốc nổ mà nhồi thuốc tạo khói. Thân pháo cũng không gắn que tre như pháo thăng thiên. Khi đốt, quả pháo chạy theo quỹ đạo ngoằn ngoèo trên mặt đất (giống chuột chạy) và cuối cùng xịt ra một đám khói. Loại pháo này những năm gần đây ít phổ biến và từ pháo chuột còn dùng để chỉ những loại pháo bánh cỡ nhỏ.
- Pháo vịt: Nguyên lý giống pháo chuột nhưng được chế tác để có thể nổi trên mặt nước, thường cho thêm phụ gia tạo màu. Khi đốt, pháo chạy loằng ngoằng trên mặt ao, hồ với màu sắc rự rỡ. Loại pháo này hay được dùng trong nghệ thuật múa rối nước.

### Các loại pháo khác
- Pháo giấy: Pháo giấy không sử dụng thuốc nổ mà sử dụng khí nén trong ống nhồi chặt các mảnh giấy màu vụn. Rất thịnh hành hiện nay như những cây pháo thay thế cho pháo sử dụng thuốc nổ, khi kích hoạt cây pháo sẽ phụt tung lên trời các mảnh giấy màu sắc lấp lánh, tạo quang cảnh rực rỡ.
- Pháo trúc, xuất xứ từ xa xưa tại Trung Quốc, tuy đôi khi hiện nay vẫn được chơi tại một số nơi trong đồng bào các dân tộc thiểu số. Các ống trúc còn giữ nguyên đốt bịt kín hai đầu được ném vào đống lửa để tạo tiếng nổ.
- Pháo đất: nặn đất sét tạo hình khoang và người chơi đập phần khoang đó xuống mặt đất bằng phẳng để không khí trong lòng pháo bị ép lại tạo tiếng nổ. Trẻ em Việt Nam trước kia hay chơi loại pháo này.

## Một số lễ hội pháo dân gian Việt Nam

### Hội pháo Bình Đà
Hội pháo Bình Đà tổ chức tại làng Bình Đà, Thanh Oai, Hà Tây thường sử dụng những tháp pháo nhiều tầng với hàng trăm loại pháo khác nhau, bao gồm cả các loại pháo sáng, pháo hoa, pháo đơn (pháo cối), pháo bánh... Tất cả các loại pháo đều được làm tại Bình Đà.

### Hội pháo Đồng Kỵ
Hội pháo Đồng Kỵ tổ chức tại làng Đồng Kỵ, Từ Sơn, Bắc Ninh vào ngày 4 tháng 1 âm lịch. Chủ yếu dùng pháo có kích thước khổng lồ (pháo đại). Tục thi pháo Đồng Kỵ có nguồn gốc từ văn minh lúa nước theo tín ngưỡng "tứ pháp" cầu cho mưa gió thuận hoà: khói pháo như mây tụ (Pháp Vân), tiếng pháo như sấm dậy (Pháp Lôi), chớp sáng khi nổ như ánh sét (Pháp Điện), hoa pháo li ti như những hạt mưa mang mầm sống tưới nhuần mặt đất (Pháp Vũ). Trước đây khi chưa cấm đốt pháo, cuộc thi pháo tại làng Đồng Kỵ tổ chức hoành tráng theo các tiêu chí: quả pháo của dòng họ nào lớn nhất, trang trí thân pháo, đầu pháo đẹp nhất, nổ vang nhất và quan trọng nhất là quầng hoa pháo nở bung trên nền trời nhiều màu nhất, rực rỡ nhất, thì giờ đây phần rước pháo được coi là điểm nhấn quan trọng nhất.

### Hộipháo đấtNinh Giang
Pháo đất Ninh Giang là một lễ hội pháo khá đặc biệt, người thi pháo sử dụng đất sét gan gà nặn thành hình quả pháo đất (kiểu lá riềng, giống khoang thuyền có riềm) và thả rơi tạo tiếng nổ. Hội thi pháo đất Ninh Giang tổ chức tại xã Hồng Phong (Ninh Thọ), huyện Ninh Giang, tỉnh Hải Dương vào mùa xuân. Những người chơi sẽ tham gia thi đấu theo từng loại pháo, tùy vào trọng lượng của đất, cái nhỏ nhất bao giờ cũng nặng 10 kg và lớn nhất là 50 kg với hình thù đặc trưng. Tuy được nặn cầu kỳ, nghệ thuật gieo pháo lại có tính quyết định để đạt yêu cầu là tiếng nổ vang, riềm pháo không bị đứt gãy. Hội pháo của Ninh Giang trước đây thường kéo dài suốt 3 tháng liền với phần thưởng là trâu, bò, gạo cuốn hút cả già, trẻ, gái, trai trong hàng tổng, hàng huyện, tuy nhiên, đến bây giờ thì nghi lễ đã được rút ngắn lại, chỉ tổ chức vào các ngày chủ nhật sau Tết.

## Pháo trong thơ văn
Câu đối:
Pháo trúc nhất thanh trừ cựu (tuế)
Đào hoa vạn đóa nghênh tân (xuân)
Thơ:
...Không như mọi bận người mua quà
Chỉ mua pháo chuột và tranh gà
Cho các em tôi đứa mỗi chiếc
Dán lên khắp cột, đốt inh nhà...
("Tết của mẹ tôi" - Nguyễn Bính)